# エアコー
エアコー (Airco: the Aircraft Manufacturing Company) はイギリスの初期の航空機メーカーである。ジェフリー・デハビランド（父）設計の航空機などを製作した。
イギリスのデイリーグラフィック誌（The Daily Graphic）の御曹司ジョージ・トーマス (George Holt Thomas) が1912年に設立した。1909年頃から自作の飛行機を製作していたジェフリー・デハビランドが1914年にチーフ・エンジニアとして加わった。
第一次世界大戦中、DH4、DH6、DH9Aなどを生産した。
戦後、ジョージ・トーマスが設立したイギリス初の民間航空会社エアクラフト・トランスポート・アンド・トラベルでDH16、DH18が使われた。
戦争終結により軍からの注文が途絶えたため、1920年に破産し、工場はBSA社に買収された。航空機部門はデハビランドらが出資して新しい会社となり、デ・ハビランドになった。